# Kırkağaç
Kırkağaç là một huyện thuộc tỉnh Manisa, Thổ Nhĩ Kỳ. Huyện có diện tích 549 km² và dân số thời điểm năm 2007 là 50903 người, mật độ 93 người/km².